# Smittina majuscula
Smittina majuscula är en mossdjursart som först beskrevs av Smitt 1868.  Smittina majuscula ingår i släktet Smittina och familjen Smittinidae. Inga underarter finns listade i Catalogue of Life.